# Wölfe (Roman)
Wölfe, im englischen Originaltitel Wolf Hall, ist ein 2009 erschienener historischer Roman der britischen Autorin Hilary Mantel. Zentraler Handlungsstrang des Romans ist der Aufstieg Thomas Cromwells am Hofe Heinrichs VIII. Der Roman, der erste Band in einer Trilogie, endet mit der Hinrichtung von Thomas Morus.
Der englische Titel leitet sich von Wulfhall oder Wolfhall ab, dem Familiensitz der Seymours, zu denen die Geschwister Edward Seymour, 1. Duke of Somerset und Jane Seymour gehören. Der Titel ist gleichzeitig eine Reminiszenz an die lateinische Sentenz Homo homini lupus (Der Mensch ist dem Menschen ein Wolf) und spielt damit auf die Bedingungen am königlichen Hof im Zeitraum 1500 bis 1535 an.
Der Roman wurde mit dem britischen Man Booker Prize for Fiction, dem Walter Scott Prize und dem US-amerikanischen National Book Critics Circle Award ausgezeichnet. 2012 nannte die britische Zeitung The Observer ihn einen der besten der jemals veröffentlichten historischen Romane. 2015 wurde dieser Roman von der BBC-Auswahl der 20 besten Romane von 2000 bis 2014 zu einem der bedeutendsten Werke des frühen 21. Jahrhunderts gewählt. Der zweite Teil der Trilogie mit dem Titel Falken (im englischen Original Bring Up the Bodies) erschien 2012 und wurde gleichfalls mit dem Man Booker Prize ausgezeichnet. Nach Peter Carey und J. M. Coetzee war Mantel die dritte Person, der der Man Booker Prize ein zweites Mal verliehen wurde.

## Historischer Hintergrund

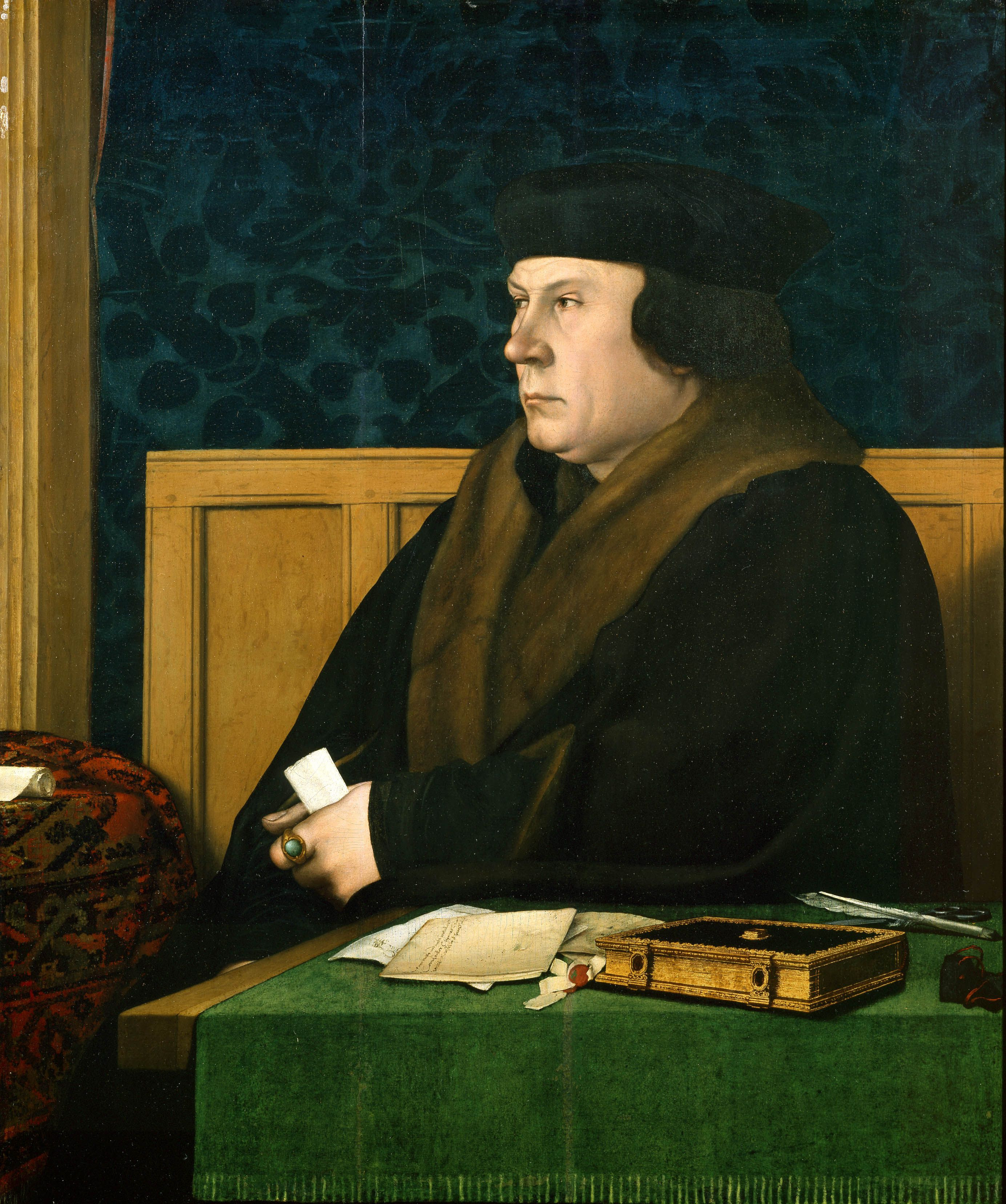
Thomas Cromwell, 1. Earl of Essex, von Hans Holbein

Cromwell kam aus einfachen Verhältnissen, sein im Roman als brutal geschilderter Vater war Schmied und Brauer. Als junger Mann verließ Cromwell England und reiste längere Zeit durch Italien, erst als Söldner und später als Tuchhändler. Nach seiner Rückkehr nach England studierte er Rechtswissenschaft. Thomas Cromwell trat vor 1520 als Jurist in die Dienste des Kardinals Wolsey. Dieser verlor 1529 sein Amt als Lordkanzler, weil er es nicht zuwege gebracht hatte, die Annullierung der Ehe des Königs mit Katharina von Aragon herbeizuführen, um die Heinrich angesucht hatte. Cromwell überstand nicht nur diesen Sturz, sondern gewann 1529 sogar die Gunst Heinrichs VIII., während Thomas Morus zu Heinrichs neuem Lordkanzler aufstieg.
Am 12. April 1533 wurde Cromwell zum Schatzkanzler, am 15. April 1534 zum königlichen Sekretär und am 8. Oktober 1534 zum Master of the Rolls ernannt. Unter seiner Leitung nahm das Parlament 1534 die Suprematsakte an, die den König anstelle des Papstes zum Oberhaupt der Englischen Kirche machte. Damit wurde die Scheidung Heinrichs VIII. von Katharina von Aragón und seine Hochzeit mit Anne Boleyn ermöglicht.
Morus hatte bereits im Mai 1532 das Amt des Kanzlers niedergelegt und konnte sich zunächst dem Versuch entziehen, ihn mit verräterischen Machenschaften in Verbindung zu bringen. Doch 1534 verabschiedete das Parlament auch den Act of Succession. Er beinhaltete den Eid hinsichtlich einer Bestätigung der Legitimität aller Kinder, die Heinrich und Anne Boleyn geboren würden; außerdem wies er jedwede fremde Autorität (das heißt: auch des Papstes) zurück. Wie vorher schon der Suprematseid, war auch dieser Eid nicht von der gesamten Bevölkerung zu leisten, sondern nur von denen, die dazu vorgeladen wurden, also von Inhabern öffentlicher Ämter und denen, die im Verdacht standen, Heinrich nicht zu unterstützen. Morus sollte diesen Eid im April 1534 leisten. Weil er dies ablehnte, wurde er – gemeinsam mit Bischof John Fisher von Rochester – im Tower of London eingekerkert und am 6. Juli 1535 hingerichtet.

## Charakterisierung Cromwells und Schreibprozess
Traditionell wird Cromwell sowohl in der Geschichtsschreibung als auch in der Literatur als intriganter und prinzipienloser Mensch dargestellt und ihm Thomas Morus als ehrenhaft und nach moralischen Maßstäben handelnde Person gegenübergestellt. Hilary Mantels historischer Roman zeichnet Cromwell anders: Durch die gleichgewichtete Darstellung privater und staatstragender Handlungen entsteht ein Porträt Cromwells, das ihn als talentierten und pragmatisch handelnden Menschen zeigt, der am von Intrigen durchzogenen königlichen Hof sowohl Heinrich VIII. als auch seinem Land zu dienen versuchte.
Hilary Mantel benötigte fünf Jahre für die Recherche der historischen Abläufe und für das Verfassen des Romans. In einem Interview nannte sie es den herausforderndsten Teil, den historisch belegten Ablauf der Ereignisse mit ihrer Biografie Cromwells in Übereinstimmung zu bringen. Sie hielt letztlich in einem alphabetisch nach den historischen Personen geordneten Dateikartensystem fest, welche historische Person sich wo zu den entscheidenden Handlungsmomenten aufhielt.

## Rezensionen

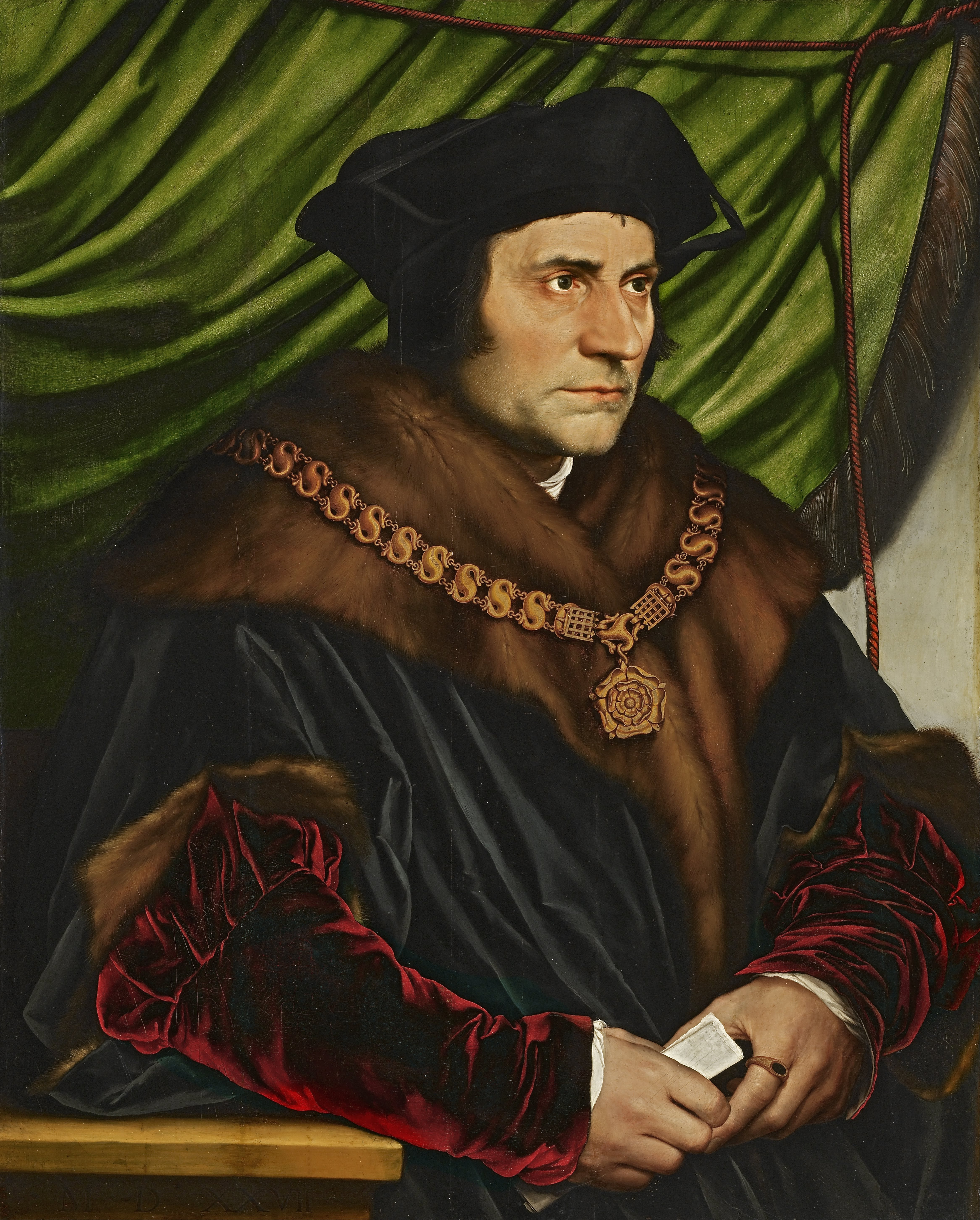
Thomas Morus als Lordkanzler, von der Nachwelt zum Menschenfreund und Märtyrer stilisiert.
Gemälde von Hans Holbein dem Jüngeren, 1527

Christopher Tayler bezeichnete in seiner Besprechung für die britische Zeitung The Guardian Wölfe als einen Beleg für Mantels außerordentliches literarisches Talent. Er sei mit nur wenigem vergleichbar, was derzeit in Großbritannien an Literatur veröffentlicht werde. Trotz der beachtlichen Länge der englischsprachigen Ausgabe von 650 Seiten beende der Leser den Roman mit dem Wunsch nach mehr. Dieser Ansicht wollte sich Susan Bassnett in ihrer Rezension für Times Higher Education nicht anschließen. Sie empfindet den Roman als schlecht geschrieben und Mantel schreibe, schreibe, schreibe … Bassnett behauptet, dass es ihr bislang nicht gelungen sei, jemanden außerhalb des Booker-Preis-Komitees zu finden, der diesen Roman zu Ende gelesen habe. Der Gedanke, dass Hilary Mantel bald den zweiten Teil der Trilogie veröffentlichen werde, lässt Bassnett erschaudern.
Vanora Bennett kommt zu einem Urteil über den Roman, das vieles mit dem von Christopher Taylor teilt. Sie sei sofort von dem Roman gepackt gewesen und nur mit Trauer zu seinem Ende gekommen. Es sei eine intelligente und wunderbare Wiedergabe einer sehr bekannten Geschichte und der Reiz liege in dem eingenommenen Blickwinkel. Es lasse diese Geschichte neu und erneut schockierend wirken.
Auch Sophia Ebert betont in ihrer Besprechung für den Spiegel, wie sorgfältig Mantel sich an den historischen Fakten entlangbewege. Sie rücke der Figur des Thomas Cromwell sehr nahe, krieche gleichsam in ihn hinein, bis aus dem „er“ ein „du“ und manchmal ein „ich“ werde. Sie gebe ihrem Protagonisten ein menschliches Gesicht hinter der Maske des kühl-berechnenden Staatsmannes, zeige seine Zweifel und seine Zwänge, und sie zeige seine abgebrühten politischen Gegner: allen voran Thomas Morus, den Autor von Utopia, den die Nachwelt zum Menschenfreund und Märtyrer stilisiert habe. Alle seien sie in dieser Welt Schauspieler, die damit beschäftigt sind, ein passendes Gesicht zu machen, und alle seien sie Wölfe, die sich belauern. Olivia Laing weist in ihrer Kritik für The Observer darauf hin, dass Hilary Mantel bereits zuvor ihre Begabung für historische Romane gezeigt habe. Sie scheue nicht vor den hässlicheren Seiten des Lebens zurück und finde selbst bei der Beschreibung von Elend zu einer Form von nüchternem und nicht tröstendem Humor. Genau diese Fähigkeit mache den Roman zu einem zutiefst menschlichen und bezaubernden Werk.
Michael Schmitt hebt in seiner Rezension für die Neue Zürcher Zeitung nicht nur die klare Sprache der deutschen Übersetzung durch Christiane Trabant hervor, sondern betont auch, wie Hilary Mantel ohne jeglichen historisierenden Zierrat schreibe. Sie entfalte keine ausgreifenden historischen Tableaus, sondern der Roman bestehe aus einer Folge unzähliger kleiner Kammerspielszenen, die sich in privaten, halbprivaten und hochoffiziellen Zusammenhängen abspielen und in deren Verlauf das Politische und die Machtstrategien oft nur in Nebenbemerkungen spürbar würden, als Irritation, als instinktives Taktieren, als unscheinbare Anstöße für neue Orientierungen. Das alles verdichte sich zu einem Porträt von Mensch und Zeit, das Hilary Mantel – mit Ausnahme der eingeschobenen Erinnerungen – durchgängig im Präsens erzähle, als intensiv empfundene und bedrängende Gegenwart, die in jedem Moment nach Aufmerksamkeit verlangt, nach Misstrauen, nicht zuletzt auch nach weitblickenden Zielvorstellungen über das Dunkel des erlebten Moments hinaus.
Markus Gasser ist in seiner Besprechung für die FAZ nahezu enthusiastisch: Hilary Mantel habe einen Roman geschrieben, an dem sich von nun an jede Zeile, die man zu den Tudors verfasse, messen lassen müsse. Es sei ein Moralitätendrama mit der Wucht eines shakespeareschen Dramas. Mit seinen inneren Monologen, Duelldialogen und drehbuchknappen Szenerien sei es der erste geglückte Einbruch des Hochmodernismus Virginia Woolfs und T. S. Eliots in den populären historischen Roman. Es lese sich, als hätten Stanley Kubrick, Ridley Scott und Martin Scorsese in friedlicher Eintracht daran gefeilt.

## Auszeichnungen
- 2009: Man Booker Prize
- 2009: National Book Critics Circle Award
- 2010: Walter Scott Prize for historical fiction
- 2010: The Morning News Tournament of Books
- 2010: Finalist für den Baileys Women’s Prize for Fiction

## Ausgaben
- Wolf Hall, Roman, Hilary Mantel, London 2009, ISBN 978-0-8050-8068-1.
- Wölfe, übersetzt von Christiane Trabant, DuMont, Köln 2010, ISBN 978-3-8321-9593-9.

## Verfilmung
Wolf Hall und der Fortsetzungsband Bring Up the Bodies wurden von der BBC als sechsteilige Serie unter dem Titel Wölfe (Original: Wolf Hall) verfilmt und im Januar/Februar 2015 gesendet. Die Hauptfigur, Thomas Cromwell, wird dabei von Mark Rylance verkörpert, Heinrich VIII. von Damian Lewis. Von Seiten der Kritiker erhielt die Miniserie großes Lob. Die Produktion ist auch auf DVD erhältlich. Ab 21. Januar 2016 wurden sie bei Arte gesendet, erneut am 17. und 24. August 2017.

## Einzelbelege
1. ↑  Wolf Hall wins the 2009 Man Booker Prize for Fiction : Man Booker Prize news. Themanbookerprize.com, 6. Oktober 2009, abgerufen am 25. Mai 2015.
2. ↑  National Book Critics Circle: awards. Bookcritics.org, abgerufen am 6. Juli 2015.
3. ↑  William Skidelsky: The 10 best historical novels. In: The Observer. Guardian Media Group, 13. Mai 2012, abgerufen am 25. Mai 2015.
4. ↑  William Georgiades: Hilary Mantel's Heart of Stone. In: The Slate Book Review. Slate.com, 4. Mai 2012, abgerufen am 25. Mai 2015.
5. ↑  Alexandra Alter: How to Write a Great Novel. Wall Street Journal, 13. November 2009, abgerufen am 25. Mai 2015.
6. ↑  Christopher Tayler: Henry's fighting dog. In: The Guardian. 2. Mai 2009, abgerufen am 11. Juni 2010.
7. ↑  Susan Bassnett: Pseuds' Corner: What Makes a Book 'Unpickupable?' In: Times Higher Education. 9. Februar 2012, abgerufen am 25. Mai 2015.
8. ↑  Vanora Bennett: Wolf Hall by Hilary Mantel. In: The Times. 25. April 2009, abgerufen am 25. Mai 2015.
9. ↑   Besprechung auf Spiegel Online, vom 1. Januar 2010, aufgerufen am 25. Mai 2015
10. ↑  Olivia Laing: Review: Wolf Hall by Hilary Mantel. In: The Observer. 26. April 2009, abgerufen am 25. Mai 2015.
11. ↑   NZZ: Hilary Mantels Roman Wölfe: Ein blauer Fleck am Staatskörper, aufgerufen am 25. Mai 2015
12. ↑   FAZ vom 20. August 2010: Hilary Mantel: Wölfe - Der verheimlichte Held, aufgerufen am 25. Mai 2015
13. ↑  Wolf Hall: Critics Hail TV-Debut. BBC.com, 22. Januar 2015, abgerufen am 4. August 2015.